# Manof
Manof (hebrejsky מָנוֹף, v oficiálním přepisu do angličtiny Manof) je vesnice typu společná osada (jišuv kehilati) v Izraeli, v Severním distriktu, v Oblastní radě Misgav.

## Geografie
Leží v nadmořské výšce 382 metrů, v zalesněné a hornaté oblasti v centrální části Dolní Galileji, na vrcholu hory Har Šechanija, na jejíž severovýchodní straně terén klesá do zalesněného údolí vádí Nachal Segev. Z jejích západních úbočí stéká vádí Nachal Šechanija. Na západě na horu navazuje vrch Har Kavul. Jihovýchodním směrem terén stoupá k vysočině Harej Jatvat.
Nachází se cca 16 kilometrů východně od břehů Středozemního moře a cca 26 kilometrů na západ od Galilejského jezera, cca 97 kilometrů severovýchodně od centra Tel Avivu a cca 25 kilometrů severovýchodně od centra Haify. Manof obývají Židé, přičemž osídlení v tomto regionu je etnicky smíšené. 4 kilometry na severovýchod leží město Sachnin, které obývají izraelští Arabové. Na západní straně jsou to arabská města Tamra a Kabul. 2 kilometry jihovýchodním směrem od Manof leží menší arabské město Kaukab Abu al-Hidža. Jediným větším židovským sídlem je město Karmiel 8 kilometrů severovýchodně od osady.
Krajina mezi těmito městskými centry je ovšem postoupena řadou menších židovských vesnic, které zde, západně a severozápadně od Sachninu vytvářejí souvislý blok. V rámci tohoto bloku tvoří vesnice Manof, spolu se sousedními Koranit a Šechanija kompaktní celek, stavebně téměř propojený a situovaný na planině na vrcholku hory Har Šechanija (הר שכניה).
Obec Manof je na dopravní síť napojena pomocí lokální silnice číslo 784, směřující k jihu, do údolí Bejt Netofa, a k severu, do prostoru města Sachnin.

## Dějiny
Vesnice Manof byla založena v roce 1980 v rámci programu Micpim be-Galil, který vrcholil na přelomu 70. a 80. let 20. století a v jehož rámci vznikly v Galileji desítky nových židovských vesnic s cílem posílit židovské demografické pozice v tomto regionu a nabídnout kvalitní bydlení kombinující výhody života ve vesnickém prostředí a předměstský životní styl.
Zakladateli vesnice byla skupina židovských přistěhovalců z Jihoafrické republiky, kterou doplnili Židé z dalších anglicky mluvících zemí a rodilí Izraelci. Do tohoto regionu dorazili osadníci roku 1979 ale v prvním roce pobývali provizorně ve městě Karmiel a čekali na dokončení výstavby domů v Manof. První dokončenou budovou ve vesnici byla synagoga, třebaže většina osadníků není nábožensky založena. Do synagogy pak byly z jižní Afriky symbolicky převezeny svitky Tóry, které si předkové jihoafrických Židů přivezli z původních domovů v Litvě.
Fungují tu zařízení předškolní péče o děti. Základní škola je k dispozici v obci Gilon. V Manof je také obchod, sportovní areály a synagoga.
Výhledově má vesnice projít další stavební expanzí. Územní plán umožňuje rozšíření na 350 rodin.

## Demografie
Obyvatelstvo Manof je sekulární. Podle údajů z roku 2014 tvořili populaci v Manof Židé (včetně statistické kategorie "ostatní", která zahrnuje nearabské obyvatele židovského původu ale bez formální příslušnosti k židovskému náboženství).
Jde o menší sídlo vesnického typu s dlouhodobě rostoucím počtem obyvatel. K 31. prosinci 2014 zde žilo 764 lidí. Během roku 2014 populace stoupla o 8,4 %.
| Rok            | 1983 | 1995 | 2001 | 2003 | 2004 | 2005 | 2006 | 2007 | 2008 | 2009 | 2010 | 2011 | 2012 | 2013 | 2014 |
| -------------- | ---- | ---- | ---- | ---- | ---- | ---- | ---- | ---- | ---- | ---- | ---- | ---- | ---- | ---- | ---- |
| Počet obyvatel | 160  | 382  | 525  | 554  | 556  | 558  | 607  | 655  | 661  | 651  | 639  | 687  | 691  | 705  | 764  |